# Список послов России и СССР в Норвегии
В статье представлен список послов России и СССР в Норвегии.

## Хронология дипломатических отношений
- 1905 г. — установлены дипломатические отношения.
- 26 октября 1917 г. — дипломатические отношения прерваны после Октябрьской революции.
- 15 февраля — 10 марта 1924 г. — установлены дипломатические отношения на уровне миссий.
- 15 июля 1940 г. — дипломатические отношения прерваны после оккупации Норвегии Германией.
- 5 августа 1941 г. — восстановлены дипломатические отношения с правительством Норвегии в Лондоне на уровне миссий.
- 1 августа 1942 г. — миссии преобразованы в посольства.

## Список послов
| Срок полномочий                    | Посол                                      | Годы жизни | Вручение верительных грамот | Комментарии                                                            |
| ---------------------------------- | ------------------------------------------ | ---------- | --------------------------- | ---------------------------------------------------------------------- |
| Российская империя                 |                                            |            |                             |                                                                        |
| 19 ноября 1905—1912                | Анатолий Николаевич Крупенский             | 1850—1923  |                             | Посланник                                                              |
| 1912—1914                          | Сергей Васильевич Арсеньев                 | 1854—1922  |                             | Посланник                                                              |
| 1914 — 3 марта 1917                | Константин Николаевич Гулькевич            | 1865—1935  |                             | Посланник                                                              |
| Временное правительство            |                                            |            |                             |                                                                        |
| 1917                               | Дмитрий Фёдорович Коцебу-Пилар фон Пильхау | 1872—1939  |                             | Поверенный в делах                                                     |
| РСФСР                              |                                            |            |                             |                                                                        |
| Ноябрь 1917 — 1919                 | Вацлав Вацлавович Воровский                | 1871—1923  |                             | Дипломатический представитель                                          |
| СССР                               |                                            |            |                             |                                                                        |
| 10 марта 1924 — 4 марта 1926       | Александра Михайловна Коллонтай            | 1872—1952  | 8 сентября 1924             | Поверенная в делах до 18 августа 1924, затем полномочный представитель |
| 4 марта 1926 — 25 октября 1927     | Александр Михайлович Макар                 | 1877—1961  | 20 апреля 1926              | Полномочный представитель                                              |
| 25 октября 1927 — 20 июля 1930     | Александра Михайловна Коллонтай            | 1872—1952  | 24 ноября 1927              | Полномочный представитель                                              |
| 30 октября 1930 — 17 ноября 1934   | Александр Артемьевич Бекзадян              | 1879—1938  | 3 января 1931               | Полномочный представитель                                              |
| 17 ноября 1934 — 26 декабря 1937   | Игнатий Семёнович Якубович                 | 1881—1941  | 11 января 1935              | Полномочный представитель                                              |
| 26 декабря 1937 — 3 сентября 1939  | Владимир Антонович Никонов                 |            | 8 марта 1938                | Полномочный представитель                                              |
| 1 октября 1939 — 26 июня 1940      | Виктор Андреевич Плотников                 | 1898—1958  | 17 октября 1939             | Полномочный представитель                                              |
| 21 августа 1941 — 30 ноября 1943   | Александр Ефремович Богомолов              | 1900—1969  | 9 октября 1941              |                                                                        |
| 30 ноября 1943 — 6 января 1945     | Виктор Захарович Лебедев                   | 1900—1968  | 26 января 1944              |                                                                        |
| 19 июня 1945 — 8 июня 1947         | Николай Дмитриевич Кузнецов                | 1907—1992  | 5 июля 1945                 |                                                                        |
| 8 июня 1947 — 27 января 1954       | Сергей Алексеевич Афанасьев                | 1912—1992  | 8 июля 1947                 |                                                                        |
| 27 января 1954 — 26 апреля 1956    | Георгий Петрович Аркадьев                  | 1905—1993  | 20 апреля 1954              |                                                                        |
| 26 апреля 1956 — 20 января 1962    | Михаил Григорьевич Грибанов                | 1906—1987  | 5 июня 1956                 |                                                                        |
| 20 января 1962 — 18 января 1968    | Николай Митрофанович Луньков               | 1919—2021  | 6 марта 1962                |                                                                        |
| 18 января 1968 — 2 апреля 1975     | Сергей Калистратович Романовский           | 1923—2003  | 27 февраля 1968             |                                                                        |
| 2 апреля 1975 — 20 февраля 1982    | Юрий Алексеевич Кириченко                  | 1936—2017  | 6 мая 1975                  |                                                                        |
| 20 февраля 1982 — 26 марта 1987    | Дмитрий Степанович Полянский               | 1917—2001  | 20 апреля 1982              |                                                                        |
| 26 марта 1987 — 14 июня 1990       | Александр Васильевич Тетерин               | 1927—1990  |                             |                                                                        |
| 13 сентября 1990 — 25 декабря 1991 | Анатолий Федосеевич Тищенко                | 1935—2002  |                             |                                                                        |
| Российская Федерация               |                                            |            |                             |                                                                        |
| 25 декабря 1991 — 4 января 1995    | Анатолий Федосеевич Тищенко                | 1935—2002  |                             |                                                                        |
| 4 января 1995 — 6 июня 1997        | Юрий Евгеньевич Фокин                      | 1936—2016  |                             |                                                                        |
| 23 июля 1997 — 16 декабря 2003     | Юлий Александрович Квицинский              | 1936—2010  |                             |                                                                        |
| 29 апреля 2004 — 20 июня 2006      | Александр Николаевич Панов                 | 1944—      |                             |                                                                        |
| 20 июня 2006 — 20 июля 2010        | Сергей Вадимович Андреев                   | 1958—      |                             |                                                                        |
| 20 июля 2010 — 5 мая 2016          | Вячеслав Альфредович Павловский            | 1956—      |                             |                                                                        |
| 11 октября 2016 — 1 октября 2024   | Теймураз Отарович Рамишвили                | 1955—      |                             |                                                                        |
| 1 октября 2024 — настоящее время   | Николай Викторович Корчунов                | 1964—      | 14 ноября 2024              |                                                                        |